# В тумане (рассказ)
«В тумане» — социально-психологический рассказ Леонида Андреева, вышедший в 1902 году в «Журнале для всех». По своей концепции произведение является идейным продолжением рассказа «Бездна». 

## Сюжет
Сюжет произведения повествует о драматической истории молодого человека, больного венерическим заболеванием. С одной стороны, он нежно влюблён в гимназистку, с другой — внутренне обезображен болезнью. В финале безответные чувства окончательно освобождают животную сущность внутреннего мира юноши и он решается на убийство проститутки.

## История создания
Над рассказом «В тумане» Андреев работал на своей подмосковной даче летом 1902 года в Царицыно. Источником для произведения послужило сообщение об убийстве молодым человеком двух проституток, которое было опубликовано 21 июня 1902 года в «Курьере». Неустановленный автор писал в этой связи: "Это не простое убийство, это не простое помешательство. Это громадная трагедия, тайная, глубокая и неясная…". Рассказ «В тумане» и стал ответом на предложенную тему: раскрытие тайны "не простого" убийства. 18 августа Андреев сообщил К. П. Пятницкому, что вскоре допишет рассказ «В тумане», который он планирует отправить в печать. Сам Андреев был невысокого мнения о своем произведении и сомневался в необходимости его публикации. В случае отказа В. С. Миролюбова, редактора «Журнала для всех», Андреев собирался поместить рассказ в «Русском богатстве». 25 августа 1902 года Андреев сообщил Миролюбову об окончании работы над рассказом.
Публикация рассказа навлекла на «Журнал для всех» репрессии Главного управления по делам печати, в результате чего 16 января 1903 года приказом министра внутренних дел В. К. Плеве цензору «Журнала для всех» М. С. Вержбицкому за разрешение на печать «В тумане» был объявлен выговор.

## Критика
В острых дебатах, развернувшихся вокруг рассказа «В тумане», отчетливо определились две точки зрения. 
Консервативная пресса, сознательно акцентировала внимание читателей на художественных погрешностях рассказа,  всячески стремилась ослабить содержащуюся в рассказе критику социальных условий, буржуазной морали. Некий «Дебютант» в «Петербургской газете» (1903, № 44, 14 февраля) назвал Андреева «нехорошим выдумщиком». Озаглавив свою рецензию «Грязь и красота», Я. Абрамов писал: «При чтении рассказа невольно несколько раз принимаешься отплевываться. В конце концов, от рассказа остается в душе след чего-то скверного, и всего менее рассказ наводит на мысли о нравственной и общественной стороне изображаемого явления» («Приазовский край», 1903, № 49, 22 февраля). 
Демократически настроенная критика, напротив, утверждала: «С редким мастерством автору удается вместить в рамки уголовного случая <…> огромное содержание больного социального вопроса, в нашей литературе после «Крейцеровой сонаты», кажется, никем не затронутого» (Ветринский Ч. — «Самарская газета», 1903, № 7, 10 января). В основном эпизоде рассказа — убийство студентом проститутки — критика, отстаивающая правдивость изображенного Андреевым, не находила ничего невероятного. Подчеркивая связь сюжета «В тумане» с жизнью, критика отмечала, что подобные случаи происходили в Москве в 1901 году («Южный край», 1903, № 7690, 2 апреля), в Киеве («Нижегородский листок», 1903, № 50, 21 февраля). 
Рассказу «В тумане» посвятил статью критик А. Уманьский («Об ужасах жизни»). Он называл Андреева учеником Л. Н. Толстого, находил в рассказе некоторые совпадения с «Крейцеровой сонатой». «Рассказ г. Андреева, — писал А. Уманьский, — написан с большой психологической правдой и силой, хотя он и дробится местами излишней отрывочной передачей настроений героя <…> Произведение г. Андреева не только не порнографическое, но глубоко нравственное, протестующее против того уклада жизни, против которого протестовала и «Крейцерова соната». 
Вопреки утверждениям реакционных критиков о нетипичности героя рассказа, демократическая критика подчеркивала: «Павел Рыбаков не представляет какое-либо исключение, это обычное грустное явление в нашей жизни; его ни в каком случае нельзя назвать патологическим субъектом» («Крымский курьер», 1903, № 32, 4 февраля). Павел погиб, «как гибнут сотни и тысячи подобных «Рыбаковых» («Северо-западный край», 1903, № 113,16 марта). «Рассказ поражает своей реальностью, — но эта реальность есть правда жизни, которую не спрячешь за рядами точек. Не смаковать с цинизмом произведение Андреева должны были бы критики и не вопить на всю Русь о его безнравственности, а, наоборот, указать на высокое художественное и нравственное значение рассказа» («Двинский листок», 1903, № 304, 26 марта). Газета «Казбек» (1903, № 1530, 23 февраля) писала, что рассказ Андреева «дает новое освещение и заставляет глубоко задуматься над вопросами воспитания молодого поколения и сохранения им чистоты как физической, так и духовной».